# マスフニ
マスフニ（ディベヒ語: މަސްހުނި Mas huni）は、モルディブの代表的な朝食で、マグロ、タマネギ、ココナッツ、唐辛子などから成る。すべての食材は細かく刻まれて、すりおろしたココナッツの果肉と混ぜ合わせる。この料理は、焼きたてのフラットブレッド（ロシ）と砂糖を入れた温かいお茶と一緒に食べるのが一般的である。

## 調理
マスフニに使う魚は原則として柔らかめの燻製マグロ (valhoamas) であったが、現在では多くのモルディブ人がツナ缶を使っている。
魚が不足している時には、伝統的に刻んだ葉をマスフニに加えていた。ハブソウ (diguthiyara)、Launaea sarmentosa (kuḷhafilaa または gōramfau)、イチビ (mābulhā)、ワサビノキ (muranga)、ヒユ (massāgu、ハリビユまたはホナガイヌビユ)、サツマイモ、トゲミウドノキ (ḷos) などといった現地の草木の緑の葉がマスフニに入れる魚の代わりに使われ、その割合は少なかったり多かったりした。
現在一般的なマスフニは、カキバカンラン (kopee) の葉を使ったものである。
マスフニの他のバリエーションとして、太くて香りの強い葉の代わりにワサビノキ (muranga) のさやから作ったものもある。まずさやを茹でて、種のついた果肉をすくい取る。これを残りの材料と一緒に混ぜる。これと同種の濃厚なマスフニは、茹でたバターナッツ・スクワッシュやカボチャでも作ることができる。